# Остров тринадцати гробов
Остров тридцати гробов (фр. L'île aux trente cercueils) — французский детективный шестисерийный мини-сериал, вольная адаптация одноименного романа Мориса Леблана.

## Сюжет
Молодая женщина Вероника д'Эржемон (Клод Жад) потеряла самых близких мужчин - отца, мужа и сына. Виноват этом был человек по имени Ворский. Он похитил Веронику и женился на ней против воли отца. Она сбежала от этого человека за 14 лет до описываемых событий. Теперь она узнает о смерти Ворски. Однажды в кино она заметила в одной из сцен свои инициалы на стене дома. Именно так она подписывалась в девичестве. В поисках ответа на эту загадку женщина попадает на остров Сарек, с которым связана пугающая легенда о тридцати гробах и четырех распятых женщинах. Одна из женщин на древних рисунках очень похожа на Веронику. И над ее распятием изображен тот самый вензель. Когда Вероника прибывает на остров, проклятие начинает сбываться. Многие жители умирают, как написано в пророчестве. Вероника в одиночку берет на себя борьбу с дьявольской интригой.

## В ролях
- Клод Жад — Вероника д'Эржемон
- Жан-Поль Зенакер[фр.] — Алекси Ворски
- Паскаль Селье[фр.] — Франсуа / Эрик
- Ив Бенейтон[фр.] — Филипп Мару
- Жюли Филипп — Эльфрид
- Жорж Маршаль — Антуан д'Эржемон
- Мари Мергей[фр.] — Онорин
- Петер Семмлер[фр.] — Отто
- Жан-Рене Гроссар[фр.] — Конрад

## Критика
Действие оригинального романа Мориса Леблана происходит на французском вымышленном острове Сарек, топографически сходным с островом Сарк в юго-западной части Ла-Манша. В романе Арсен Люпен, обычный герой Мориса Леблана, последовательно появляющийся в облике старого друида, а затем испанского гранда Дон Луис Перенна, приходит на помощь главной героине. В телеверсии этот персонаж отсутствует. Это различие стало предметом отдельного внимания критиков. Сценарист Робер Скипион и режиссёр Марсель Кравенн рассудили, что нельзя вводить такую "звезду" только в шестой серии повествования. Почитатели Леблана и Люпена имели различные мнения относительно полезности его присутствия на острове.
1 мая 1994 года в редакционной статье Le Monde отмечено: «Благодаря безукоризненному обаянию Клод Жад, совершенной Вероники Д’Эржемон, и пейзажам, подчеркнувшим фантастическую поэзию произведения, Марсель Кравенн снял одну из самых популярных мыльных опер французского телевидения, шесть эпизодов которого были показаны в 1979 году. Счастливое время!».